# Love with the Proper Stranger
Love with the Proper Stranger is een Amerikaanse dramafilm uit 1963 onder regie van Robert Mulligan.

## Verhaal
De verkoopster Angie Rossini is in positie na een avontuurtje met de muzikant Rocky Papasano. Ze gaat naar Rocky op zoek om hem te vertellen dat ze een arts nodig heeft voor een abortus. Angie en Rocky brengen veel tijd met elkaar door, omdat ze het geld voor de procedure moeten verzamelen. Daardoor voelen ze zich almaar meer tot elkaar aangetrokken.

## Rolverdeling
| Acteur            | Personage        |
| ----------------- | ---------------- |
| Natalie Wood      | Angie Rossini    |
| Steve McQueen     | Rocky Papasano   |
| Edie Adams        | Barbie           |
| Herschel Bernardi | Dominick Rossini |
| Anne Hegira       | Beetie           |
| Harvey Lembeck    | Julio Rossini    |
| Mario Badolati    | Elio Papasano    |
| Penny Santon      | Mama Rossini     |
| Elena Karam       | Vrouw            |
| Virginia Vincent  | Anna             |
| Nina Varela       | Mevrouw Columbo  |
| E. Nick Alexander | Guido Rossini    |
| Marilyn Chris     | Gina             |
| Augusta Ciolli    | Mevrouw Papasano |
| Wolfe Barzell     | Priester         |
| Tom Bosley        | Anthony Columbo  |

## Prijzen en nominaties
| Jaar | Prijs  | Categorie                | Genomineerde(n)                                     | Uitslag     |
| ---- | ------ | ------------------------ | --------------------------------------------------- | ----------- |
| 1963 | Oscars | Beste actrice            | Natalie Wood                                        | Genomineerd |
| 1963 | Oscars | Beste productieontwerp   | Hal Pereira Roland Anderson Sam Comer Grace Gregory | Genomineerd |
| 1963 | Oscars | Beste camerawerk         | Milton R. Krasner                                   | Genomineerd |
| 1963 | Oscars | Beste kostuumontwerp     | Edith Head                                          | Genomineerd |
| 1963 | Oscars | Beste originele scenario | Arnold Schulman                                     | Genomineerd |